# Товарна політика
Термін това́рна полі́тика достатньо широкий і охоплює різні аспекти продуктової стратегії і тактики підприємства. Це формування товарного асортименту, модифікація існуючих виробів, зняття з виробництва застарілих, розроблення і запуск у виробництво нових товарів, забезпечення належного рівня їх якості і конкурентоспроможності. Тому важливе значення має створення привабливої упаковки товару, використання штрих-коду, розроблення ефектної товарної марки та її офіційна реєстрація. Підкріплює позиції товару організація сервісу, надані фірмою гарантії, умови поставки тощо. Все це в комплексі і становить сутність маркетингової товарної політики фірми, спрямованої на максимальне задоволення потреб цільових споживачів.

Іншими словами - це комплекс заходів, коли один чи декілька товарів використовуються як основні інструменти виробничо-збутової діяльності фірми.

Основним завданням товарної політики є створення такого товару чи послуги і таке управління ними, щоб інші елементи маркетингової діяльності або використовувались мінімально як допоміжні для досягнення поставлених цілей фірми або ж були непотрібні взагалі.

Товарна політика є одним із видів економічної політики.

Розробка й здійснення товарної політики вимагають дотримання наступних умов:
- чіткої уяви про мету виробництва й збуту на перспективу;
- наявності стратегії виробничо-збутової діяльності підприємства;
- хорошого знання ринку й характеру його вимог;
- чіткої уяви про свої можливості й ресурси сьогодні і на майбутнє.

Розробка товарної політики передбачає виконання наступного переліку завдань:
1. комплексний аналіз можливостей діючих ринків з позиції забезпечення успішної реалізації попередньої номенклатури продукції, тобто оцінка ринків збуту;
2. оцінка рівня конкурентоздатності власного товару й аналогічного товару, виробленого конкурентами;
3. вибір найсприятливіших ринків і встановлення для кожного з них відповідної номенклатури продукції, обсягу реалізації, ціни;
4. аналіз зміни виторгу, визначення її оптимальних обсягів і відповідних їм цін, а також розробка плану перспективної номенклатури продукції з урахуванням її конкурентноздатності.